# Salman Sabah Al-Salem Al-Hamoud Al-Sabah
 (septembre 2014).
 (septembre 2014).
 (septembre 2014).
Né le 1er octobre 1960, Salman Sabah Al-Salem Al-Hamoud Al-Sabah, remplit une double fonction publique; Ministre de l'Information et Ministre d'État à la Jeunesse du Koweït.

## Aperçu
- Salman Sabah Al-Salem Al-Hamoud Al-Sabah est ministre de l'Information et ministre d'État à la Jeunesse dans la formation ministérielle du gouvernement de l'État du Koweït depuis le 16 décembre 2012.
- Le 6 août 2013, il devient le ministre de l'Information et ministre d'État à la Jeunesse dans la formation ministérielle du gouvernement de l'État du Koweït.

## Situation familiale
- Il est marié et a eu cinq filles et deux fils. Ces fils sont Sheikh Sabah et Sheikh Hamoud.

## Qualifications
- Licence en sciences politiques et en sciences de l'administration, université du Koweït.
- Major de promotion avec mention très bien pour l'appréciation générale et mention excellent pour la spécialité.
- Mention honorable quatre fois durant ses études universitaires.
- Maîtrise de l'anglais écrit et parlé.

## Positions et responsabilités de 1982 jusqu'à 2014
- 1982 : a travaillé comme chercheur en sciences politiques au bureau du prince héritier et le président du Conseil des ministres[pas clair].
- Chef du service des affaires locales et représentant du bureau du prince héritier et le président du Conseil des ministres dans le Conseil de la nation[pas clair].
- Responsable des pétitions et des plaintes générales déposées au bureau du prince héritier et le président du Conseil des ministres[pas clair].
- 1988 : il est nommé directeur général adjoint au ministère de l'Intérieur.
- 1990-1991 : chef de bureau à Taëf en Arabie saoudite, au cours de la période de l'invasion et l'occupation du Koweït.
- 1993 : il est nommé directeur de l'Autorité administrative au rang de sous-secrétaire adjoint de la Garde nationale.
- 2002 : il est promu comme sous-secrétaire du ministère[Lequel ?].
- 2009 : nommé conseiller du ministre de l’Intérieur.
- 2011 : nommé sous-secrétaire du ministère de l'Information.
- 2012 : il obtient les portefeuilles de ministère de l'Information et le ministère d'État à la Jeunesse.
- Août 2013 : les portefeuilles du ministère de l'Information et le ministère d'État à la Jeunesse lui sont confiés jusqu'à maintenant[Quand ?].

## Cours de formation
- 2001 : cours concernant les cadres supérieurs de l'université d'Harvard - faculté de JF Kennedy des sciences politiques de Boston
- 2001 : cours sur la gestion de systèmes d'information et e-gouvernement de l'université d'administration de Londres.

## Carrière sportive
- 1975 : tireur dans le Club de chasse et d’équitation.
- 1981 : première participation extérieure dans le Championnat de fraternité arabe à Riyad. Il obtient le premier rang en Skeet et la médaille d'or.
- 1983 : nommé responsable des rapports du Comité de tir émanant du Comité olympique du Koweït.
- 1986 : président du Comité koweïtien de tir jusqu'à la déclaration du Club de tir en 1994.
- 1987 : élu premier vice-président de l'Union arabe de tir.
- 1994 : élu président du conseil d'administration du Club de tir sportif du Koweït.
- 1995 : élu président du Comité d'organisation de tir des pays du Conseil de coopération du Golfe (GCC).
- 2004 : élu président de la Fédération asiatique de tir.
- 2006 : élu membre du Conseil d'administration de la Fédération internationale de tir, a également été élu membre du comité exécutif de la Fédération internationale de tir.
- 2010 : élu vice-président de la Fédération internationale du sport de tir international jusqu'à maintenant[Quand ?].

## Intérêts
- Lecture - Pêche (Hadaq)
- Tours dans la nature